# غرناطه، حمص
غرناطه (به عربی: غرناطة) یک روستا در سوریه است که در الرستن واقع شده‌است. غرناطه ۵٬۳۶۶ نفر جمعیت دارد.